# 馬尼薩萊斯
馬尼薩萊斯是哥倫比亞的城市，位於該國中部，也是卡爾達斯省的首府，始建於1849年10月12日，面積571.84平方公里，海拔高度2,200米，受亞熱帶氣候影響，每年平均降雨量1,495毫米，2018年人口为400,154。